# Tannberget
Tannberget är ett berg omedelbart väster om Lycksele tätort. Vid bergets fot ligger Tannbergsskolan. Området är betydelsefullt för friluftslivet i Lycksele kommun. På berget finns ett elljusspår.